# Преображеновка (Башкортостан)
Преображе́новка (баш. Преображеновка) — деревня в Стерлитамакском районе Башкортостана, входит в состав Николаевского сельсовета.

## Географическое положение
Расстояние до:
- районного центра (Стерлитамак): 18 км,
- центра сельсовета (Николаевка): 12 км,
- ближайшей ж/д станции (Стерлитамак): 18 км.

## История
До 19 ноября 2008 года деревня являлась административным центром Преображеновского сельсовета.

## Население
| 2002 | 2009 | 2010 |
| ---- | ---- | ---- |
| 390  | ↗434 | ↘383 |

### Национальный состав
Согласно переписи 2002 года, преобладающие национальности — русские (41 %), башкиры (41 %).

## Известные жители
- Варламов, Пётр Яковлевич (1897—1930) — священник, священномученик Русской православной церкви[6][7].